# San Carlos (Nicaragua)
San Carlos è un comune del Nicaragua, capoluogo del dipartimento di Río San Juan.

## Amministrazione

### Gemellaggi
- Linz, dal 1988[3]
- Bologna, dal 1988
- Albacete